# 克罗雪蛤蜊
克罗雪蛤蜊（学名：Mactra crosseu），是帘蛤目马珂蛤科马珂蛤属的一种。主要分布于中国大陆，常栖息在潮下带。